# Храм Благой богини
Храм Благой богини (лат. Aedes Bonae Deae subsaxanae) ― древнеримское культовое сооружение, посвящённое Благой богине. Располагалось в Риме к северу от восточной части Авентинского холма и к югу от восточного края Большого цирка. 

### Локализация
Святилище находилось на территории XII округа ― Piscina Publica, в непосредственной близости части Авентина, которое называлось Saxum или Remuria: согласно традиции, именно здесь Рем получил знамение о том, что вскоре здесь будет построен город. На месте святилища ныне находится церковь Святой Бальбины. 
Saxum отождествляется с крутыми склонами, образующими северный угол Авентина. Это была стратегическая точка, здесь проходила Сервиева стена. Святилище могло быть построено на северных или восточных склонах холма, или же внутри стен.

### Роль святилища
Бона деа была первой римской богиней, образ которой был позаимствован у греков. Она ассоциируется с греческой Дамией, культ которой мог появиться в Риме после захвата Тарента в 272 году до н.э (нынешний Таранто) или чуть позже. Бона деа (Дамия) ― богиня плодородия и исцеления, а её святилище, согласно преданию, благотворно влияло на здоровье посетителей. Внутри него жили и свободно передвигались безобидные змеи. В храме продавались лекарственных трав, доступные для мужчин и женщин, хотя ни один мужчина не мог проникнуть дальше в святилище. Согласно Фесту, жрицы, Благой богини именовались Damiatrix. 

### Основание
По словам Овидия, храм был основан по указанию Сената и был освящён весталкой по имени Клавдия. Согласно Цицерону, этой жрицей на самом деле была Лициния. Событие состоялось 1 мая 123 года до н.э.. Десять лет спустя, между 114 и 113 годами весталка оказалась в центре скандала: ей обвинили в том, что он потеряла девственность, и приговорили к смерти, замурованы в стену. За этим осуждением, вероятно, последовала мера damnatio memoriae, и именно в это время имя Лицинии было заменено на имя Клавдии, которая была воплощение безупречного целомудрия . Согласно этой гипотезе, Лициния могла быть основательницей святилища Боны деа, которое она построила, выделив часть принадлежавшей ей земли.     